# Laila Hansen
Laila Kalistiina Hansen (* 1966) ist eine grönländische Filmregisseurin und Theaterschauspielerin.

## Leben und Werk
Hansen schreibt seit 1985 Stücke für Radio, Fernsehen und Theater in Grönland. Sie arbeitete 1987 bis 1998 immer wieder mit der 1986 gegründeten Schauspieltruppe Silamiut in Grönland und lernte 1989 Schauspiel 1989 in Dänemark am Tuukkaq Teatret, das mit Musik und Maskentanz traditionelle Mythen der Inuit darstellt. 1995/96 studierte sie Filmregie in Dänemark und Vancouver.
1994 wirkte sie als Schauspielerin in Toronto, 1996 zusammen mit indigenen Künstlern an mehreren Orten in Kanada. Sie unternahm seither Tourneen als Maskentänzerin in Grönland, Island, auf den Färöerm, in Island, auf dem europäischen Kontinent, in den USA und Kanada.
1997 wurde sie Direktorin von TV Commercials in Grönland und wurde für den besten kommerziellen Film Grönlands ausgezeichnet. 1998 arbeitete sie als Autorin und Multimedia-Performerin für Inuit Barock Chock, einem Oper-Hiphop-Jazz-Blues-Musical in Kopenhagen. Ihr Dokumentarfilm Inuk Woman City Blues zur Lage und zu den Identitätsproblemen von in Kopenhagen lebenden, teils obdachlosen oder drogenabhängigen Grönländerinnen orientiert sich an Jørgen Roos’ Film Are you from Greenland? (1970). 2006/07 produzierte sie die Kinderserie Greetings from Greenland. 2018 schuf sie den Kurzfilm Qaammaallak.

## Werke
- 2002: Inuk Woman City Blues (Dokumentarfilm)
- 2006/07: Greetings from Greenland (Fernsehkinderserie)
- 2018: Qaammaallak (Kurzfilm)